# Острово (Маркушица)
Острово је насељено мјесто у општини Маркушица, Република Хрватска.

## Историја

### Праисторија и антика
Археолошки налази указују на присуство праисторијских насеобина на простору данашњег Острова још из времена гвозденог доба. Ови локалитети први су пут забележени у 19. веку, а касније, током 20. века, документовао их је Градски музеј у Винковцима. Међутим, систематска ископавања до данас нису спроведена.

### Средњи век
Острово се први пут помиње 1381. године као рушевна градина, што је навело део историчара на спекулацију да је насеље основано још у време постојања Вуковарске жупаније. Током средњег века, насеље је било типичан пример мочварног замка. Пре османског освајања, околно земљиште припадало је бенедиктинским монасима, док су оближња насеља попут Ласлова, Егинаца и Чакановаца чинила део островског имања. Село је напуштено током османских инвазија, али су га у 16. и 17. веку поново населили православни досељеници са Балкана.

### Након Карловачког мира из 1699. године
После Карловачког мира из 1699. године, Острово је 1702. године постало део нуштарског имања. Попис из 1736. године забележио је 40 претежно православних домаћинстава. Исте године избио је сељачки устанак на поседима замка Нуштар, укључујући Острово. Осјечка војна команда преговарала је са сељацима, који су изабрали трочлану делегацију—Игњата Марића из Јармине, Стојана Цветковића из Острова и Ђуру Вуковића из Церића—да писмено изнесу своје жалбе. Митрополитски егзарх Стефан Стојковић је визитирао парохију у Острову 25. јануара 1733. Записао је да је црква дрвена, блатом омазана, а трском покривена. Звоник је био на 4 храстова ступа, са 1 звоном средње величине. Храмовна слава је Спасовдан. Тадашњи поп је био Јован Радосављевић. 1750. поп је био Марко Павловић, епитроп (код православних - управник црквеног имања) Стојан Азаповић, а црквени син Јован Паунић. 1747. је подигнута нова црква Св.Јована, а освештао ју је 14. јуна 1752. владика Партеније. До 1866. године село је имало 629 становника који су живели у 105 кућа, са већином припадника српске православне или влашке заједнице. 1880. православних је било 629, католика 45, а Јевреја 4. 1890. српски је говорило 672, а хрватски 15 житеља. 1885. године село се налази у Даљском срезу, у којем живи 679 становника. Железничка линија Винковци–Осијек, са локалном станицом у Острову, пуштена је у рад 1901. године, чиме је побољшана повезаност са оба града. 1911. године становници Острова успешно су затражили издвајање из општине Нуштар, а независна општина Острово основана је 1912. године. Многи мушки становници регрутовани су у аустроугарску војску током Првог светског рата.

### Краљевина Југославија
1926. године у Острову је основана сељачка читаоница, а 1929. основано је пољопривредно удружење. Ватрогасна јединица почела је са радом 1936. године, а пошта је отворена 1937, мада је затворена током Другог светског рата.
После формирања Бановине Хрватске, представници српске православне парохије у Острову учествовали су у изради Вуковарске резолуције, која је заговарала да регион буде прикључен Дунавској бановини. Хрватски лист из Вуковара тврдио је да су српски начелници из Острова и десет суседних села подржали останак у Банској Хрватској, што је демантовано у Славонији, публикацији српске заједнице из Винковаца, уз потписе поменутих начелника.

## Становништво
На попису становништва 2011. године, Острово је имало 612 становника.
| Демографија | Демографија | Демографија |
| Година      | Становника  | Становника  |
| ----------- | ----------- | ----------- |
| 1981.       | 938         |             |
| 1991.       | 884         |             |
| 2001.       | 760         |             |
| 2011.       |             | 612         |

## Попис 1991.
На попису становништва 1991. године, насељено место Острово је имало 884 становника, следећег националног састава:
| Попис 1991.‍  | Попис 1991.‍  | Попис 1991.‍ | Попис 1991.‍ | Попис 1991.‍ |
| ------------ | ------------ | ----------- | ----------- | ----------- |
|              |              |             |             |             |
| Срби         | Срби         |             | 753         | 85,18%      |
| Хрвати       | Хрвати       |             | 70          | 7,91%       |
| Југословени  | Југословени  |             | 38          | 4,29%       |
| Грци         | Грци         |             | 1           | 0,11%       |
| Муслимани    | Муслимани    |             | 1           | 0,11%       |
| Немци        | Немци        |             | 1           | 0,11%       |
| Русини       | Русини       |             | 1           | 0,11%       |
| неопредељени | неопредељени |             | 6           | 0,67%       |
| регион. опр. | регион. опр. |             | 1           | 0,11%       |
| непознато    | непознато    |             | 12          | 1,35%       |
| укупно: 884  |              |             |             |             |